# Kontumazgarten

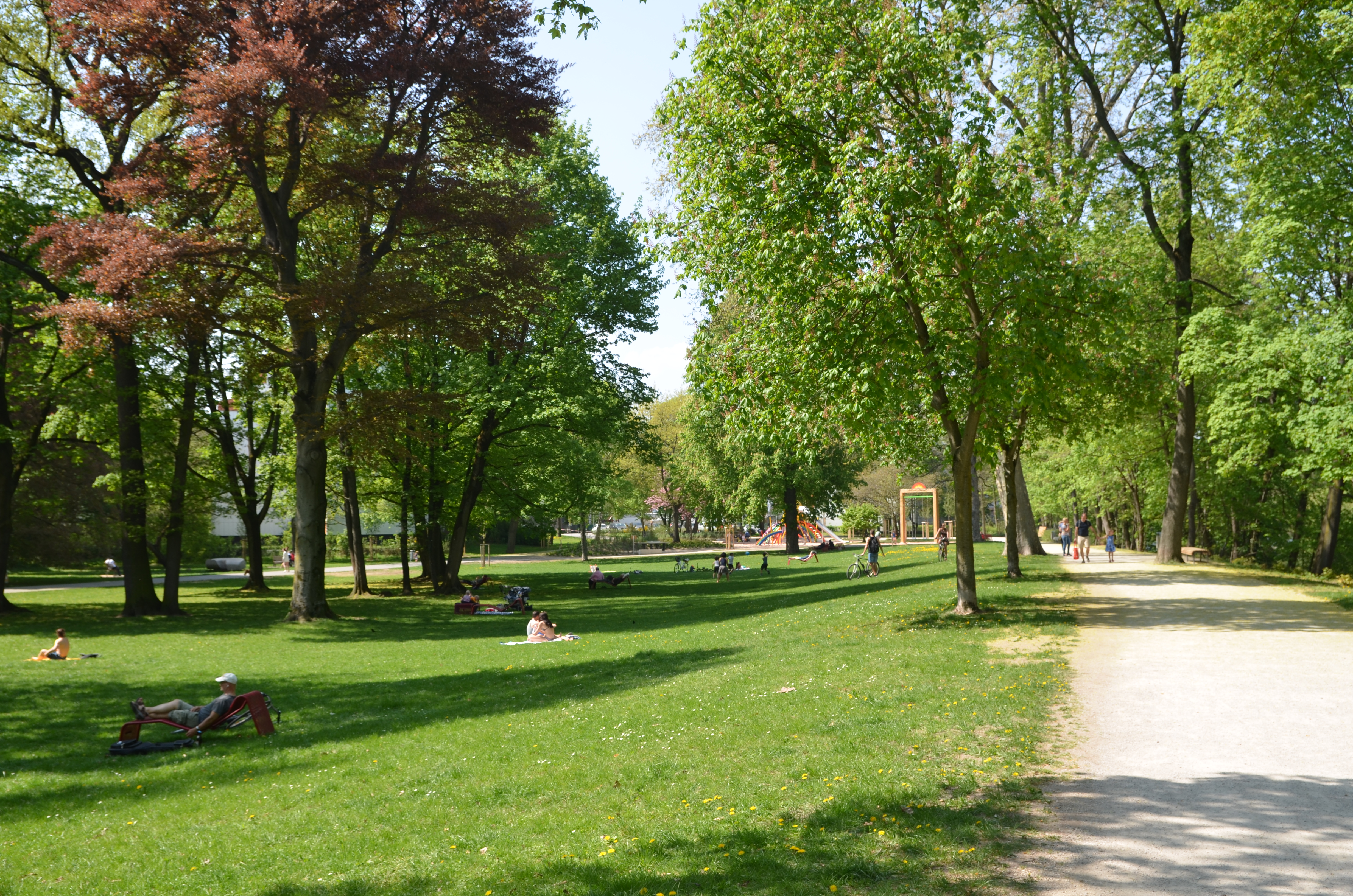
Kontumazgarten, Blick von der Altstadt in Richtung Weststadt

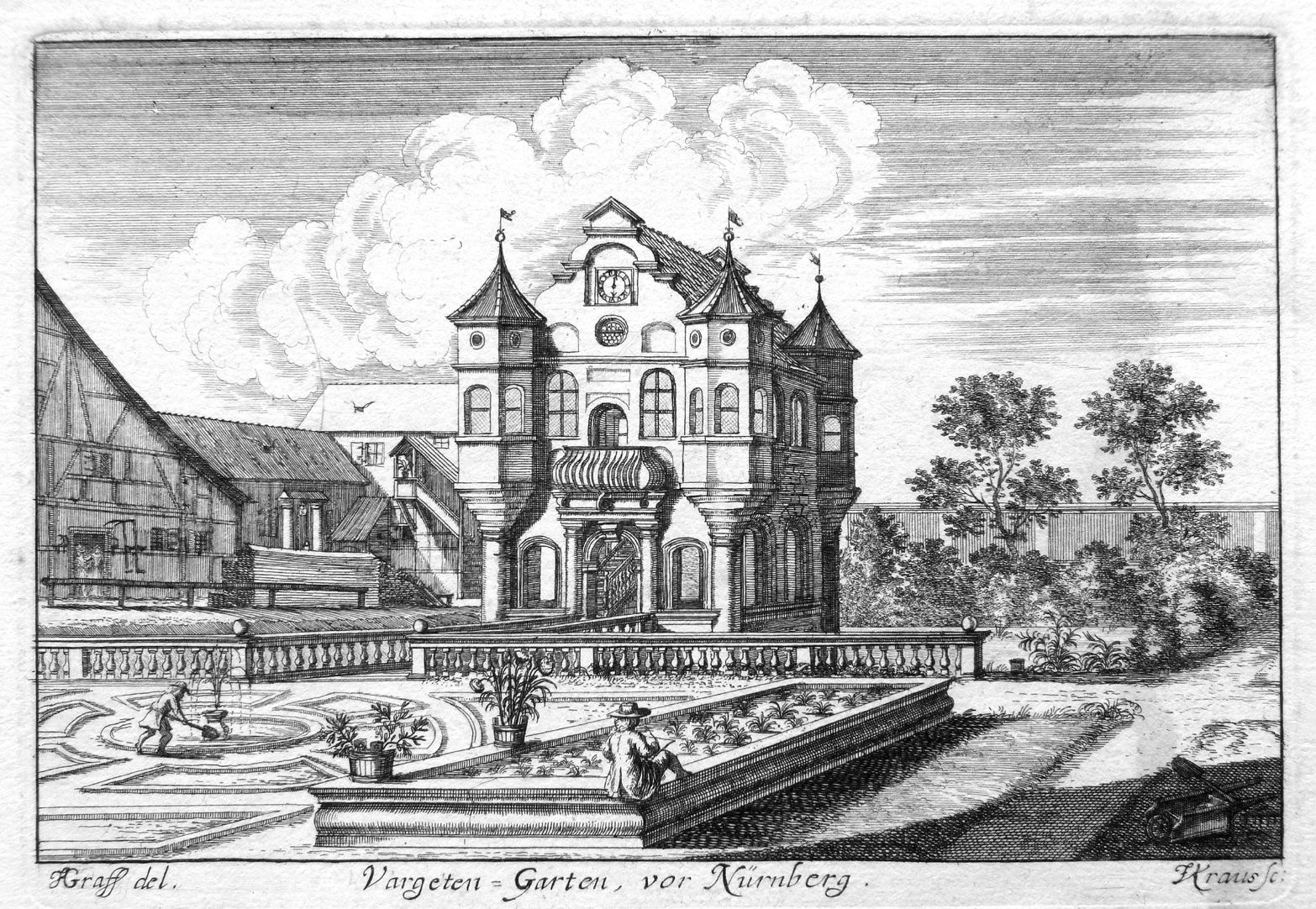
Kontumazgarten, abgegangener Herrensitz „Vargethschloß“, 1688

Der Kontumazgarten ist eine etwa 1,7 Hektar große Grünanlage mit Kinderspielplatz im Nürnberger Stadtteil Kleinweidenmühle. Der schlichte Park liegt vor dem Hallertor im Westen der Altstadt, am linken Ufer der Pegnitz zwischen dem Großweidenmühlsteg und der Hallertorbrücke. Gegenüber am anderen Flussufer erstreckt sich die Hallerwiese. Kontumazgarten ist auch der Name des Distrikts 054 im Bezirk 05 Himpfelshof, dessen Gebiet aber nicht identisch mit dem Grünzug ist.

## Geschichte

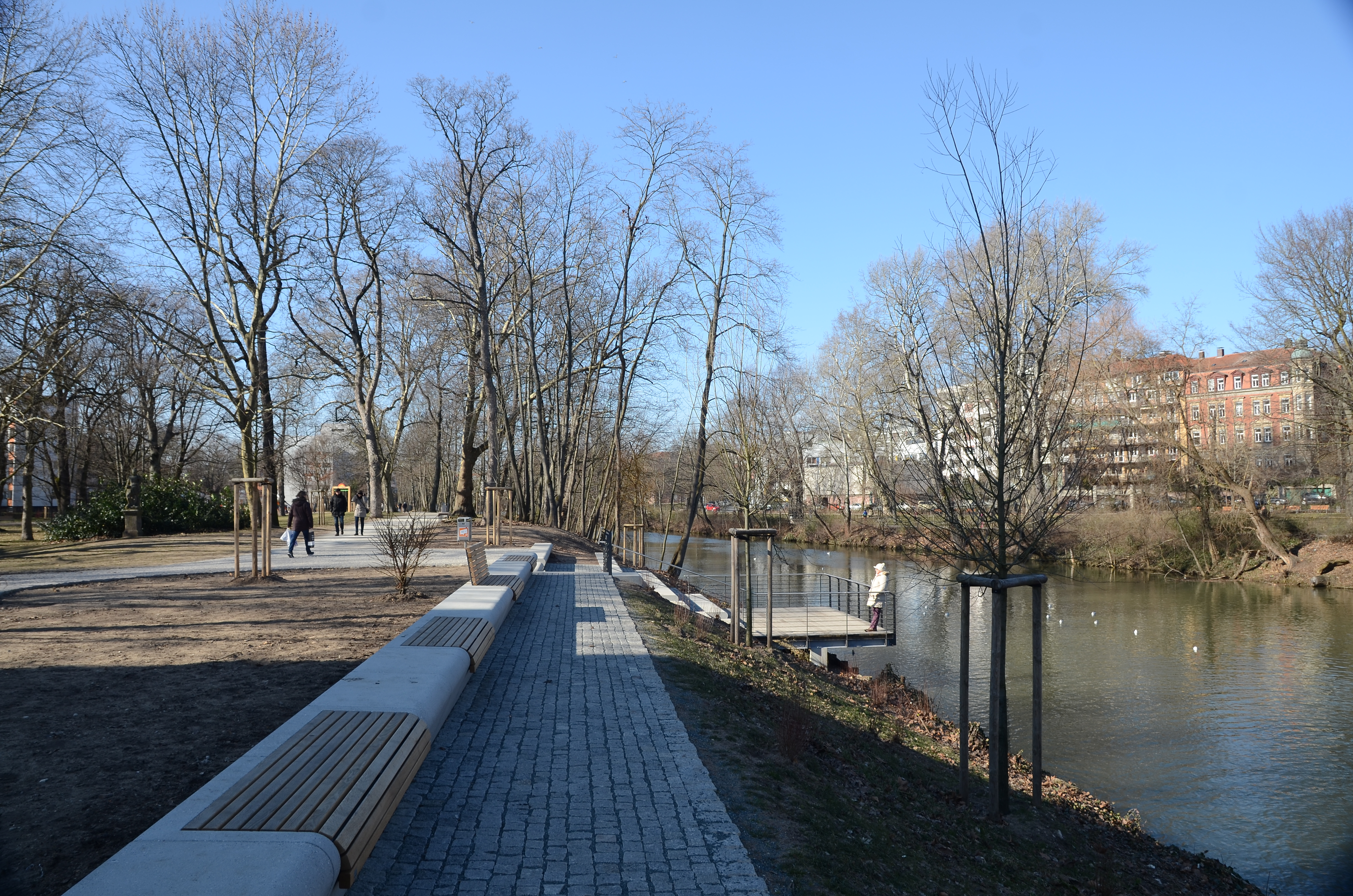
Eingangsbereich des Kontumazgartens mit Bänken, Sitzstufen zur Pegnitz und Uferpodest

Im Spätmittelalter stand an der östlich der Kleinweidenmühle zum Spittlertor führenden Straße die Kontumazanstalt, eine in Seuchenzeiten benutzte Quarantänestation für ankommende Reisende und Güter. Daneben lag ein großes Gartenanwesen, das 1552 im Zweiten Markgrafenkrieg abgerissen wurde, um dem Feind im Vorfeld der Stadtbefestigung keine Deckung finden zu lassen.
Georg Vargeth, ein wohlhabender Unternehmer, erbaute 1669 ein Herrenhaus und ein Weiherhaus.
Gegen Ende des 18. Jahrhunderts gab es in Kontumazgarten 10 Haushalte. Das Hochgericht übte die Reichsstadt Nürnberg mit dem brandenburg-ansbachischen Oberamt Cadolzburg und dem Oberamt Schwabach aus. Grundherren waren das Kriegsamt der Reichsstadt Nürnberg (ein Haus am Schänzlein) und die Nürnberger Eigenherren von Forster (zwei Gärten mit acht Häusern) und von Volckamer (ein Garten mit einem Haus).
Mit dem Gemeindeedikt wurde Kontumazgarten dem 1808 gebildeten Steuerdistrikt Sündersbühl zugeordnet. Es gehörte auch der im selben Jahr gegründeten Ruralgemeinde Sündersbühl an. 1825 wurde Kontumazgarten nach Nürnberg eingemeindet. Nach der Eingemeindung begann der Niedergang der Anwesen. Danach wurde das Gelände in Einzelparzellen unterteilt, von denen viele bebaut wurden. 1930 war von den Gebäuden und Gartenanlagen nichts mehr erhalten. Daher wurde der Park in den 1960er Jahren im Zuge der Hochwasserfreilegung der Pegnitz neu angelegt.

## Heutige Situation

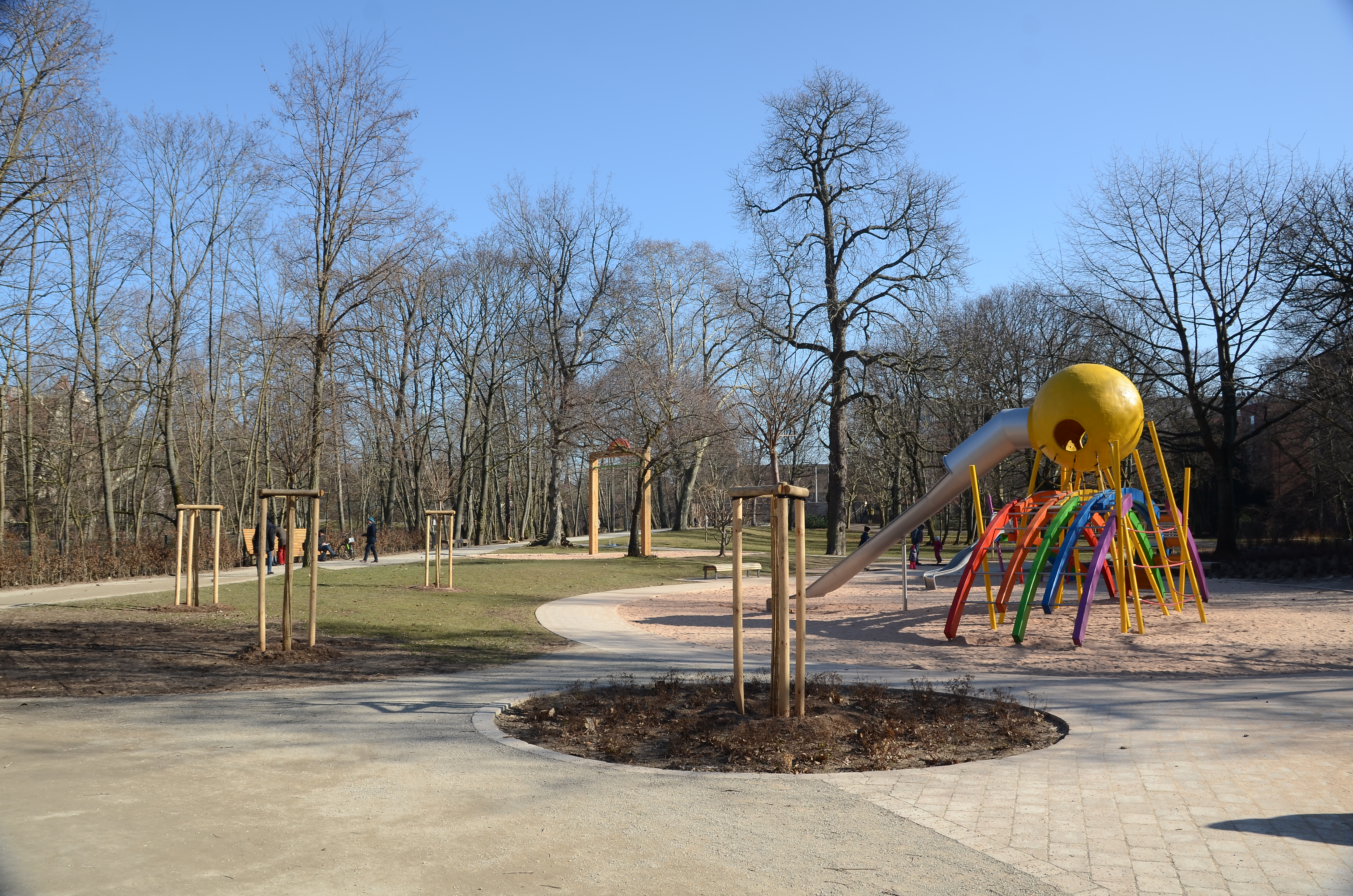
Spielplatz im Kontumazgarten

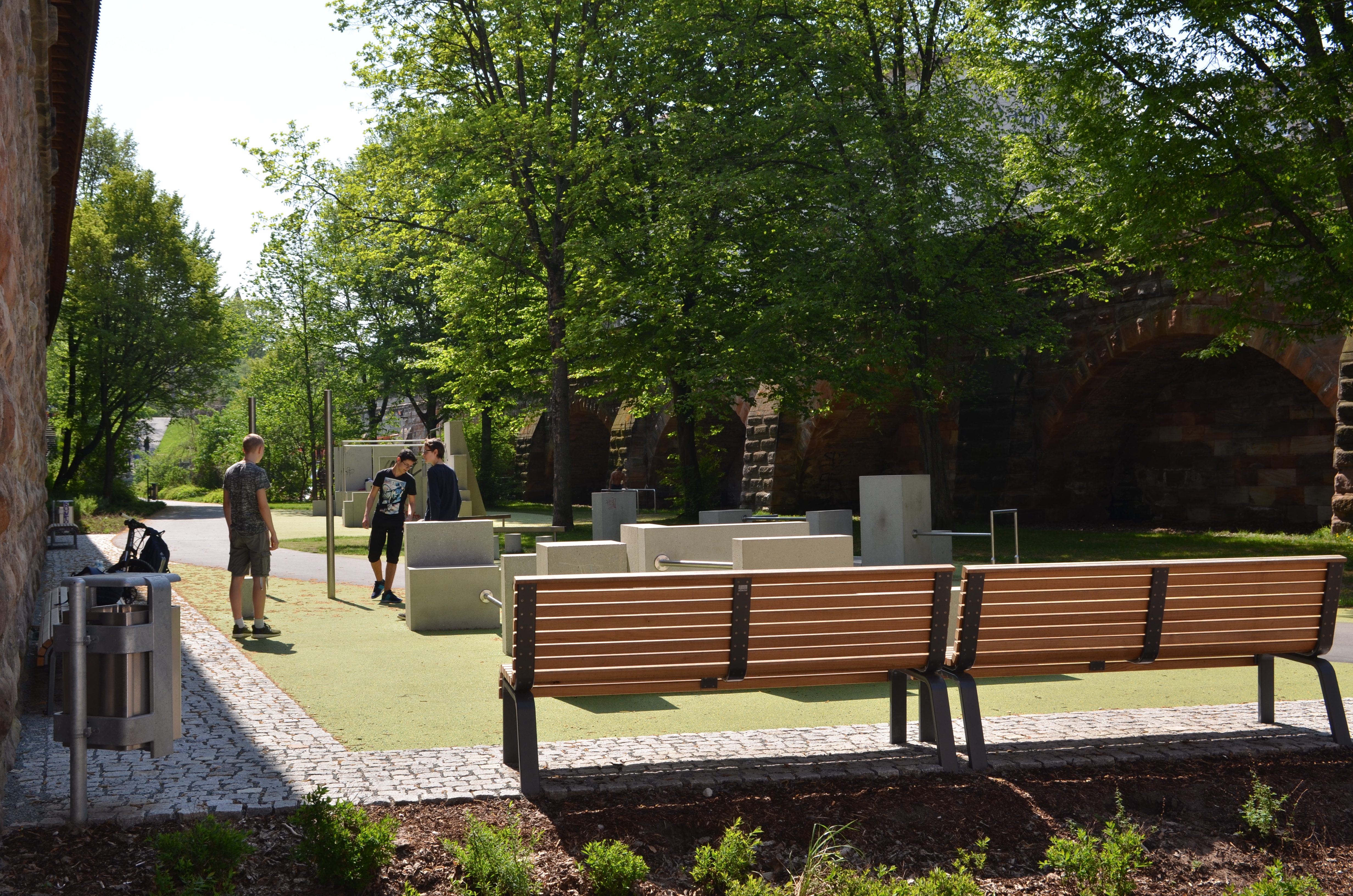
Parcours-Spielplatz für Jugendliche

Mit Städtebaufördermitteln wurde die Quartiersparkanlage im Jahre 2017 im Zuge der Sanierung der Hallertorbrücke umgestaltet. Eine Bürgerbeteiligung begleitete die Planungen. Eine neue Geh- und Fahrradwegunterführung unterhalb der Hallertorbrücke verbindet die ruhige Grünanlage mit der Lorenzer Altstadt. Der östliche und westliche Eingangsbereich wurden neu gestaltet und es entstanden Sitzgelegenheiten in Form von Sitzstufen und einer durchlaufenden Bank direkt am Wasser. Ein Aussichtspodest am östlichen Eingangsbereich ragt über die Pegnitz und verbessert die Erlebbarkeit des Flusses. Der Spielplatz im Westen wurde aufgewertet. Im direkten Anschluss an die Stadtmauer wurde zudem ein Parcours-Spielplatz für Jugendliche eingerichtet. Entlang der Uferpromenade wurden die historischen Blickbeziehungen zur Altstadt und zur Hallerwiese durch Gehölzentnahmen wiederhergestellt. Ein weiterer Fußgängerweg im Bereich des südlichen Gehölzstreifens wurde als Teil des nun bestehenden Rundweges gebaut.

## Flora
Die kleine Grünanlage weist wertgebend alten Baumbestand auf, der das Landschaftsbild prägt. Sechs Bäume sind als Naturdenkmal ausgewiesen.